# Czartowska Skała
Die Czartowska Skała (deutsch Pombsener Spitzberg) ist ein markanter, 463 Meter hoher Berg im Bober-Katzbach-Gebirge (Góry Kaczawskie) in der Woiwodschaft Niederschlesien in Polen.

## Lage
Der Berg liegt an der Landstraße von Jawor (Jauer) nach Świerzawa (Schönau an der Katzbach) südlich des im Deutschen namensgebenden Dorfs Pomocne (Pombsen). Der Gipfel ist von der Landstraße aus in 10 bis 15 Minuten erstiegen. Vom Gipfel der Czartowska Skała bietet sich Aussicht auf das Bober-Katzbach-Gebirge und das Riesengebirge (Karkonosze).

## Geologie
Zusammen mit der Mszana (Mochenberg) gilt die Czartowska Skała als bemerkenswerteste der Basalthöhen in der Region. Die Czartowska Skała ist ein Neck, Teil eines vor etwa fünf Millionen Jahren aktiven Vulkans. Basaltabbau legte in der Gipfelregion eine bemerkenswerte fächerartige Säulenstruktur frei. Die einzelnen Säulen sind über zehn Meter lang und 15–20 Zentimeter breit. Diese lassen sich besonders gut in einem stillgelegten Steinbruch betrachten.